# Уганда
Уга́нда (англ. Uganda, суахили Uganda), официальное название — Респу́блика Уга́нда (англ. Republic of Uganda [rɪˈpʌblɪk ɒv jʊˈgændə], суахили Jamhuri ya Uganda [ʄamˈhuri ja uˈganda]) — государство в Восточной Африке. Входит в Содружество наций.
Граничит на севере с Южным Суданом, на западе — с Демократической Республикой Конго, на юге — с Руандой и Танзанией, на востоке — с Кенией. На юго-востоке омывается озером Виктория. Выхода к морю не имеет.

## Этимология
Топоним «уганда», являющийся названием государства Буганда на языке суахили, использовали англичане в 1894 году при создании протектората с центром в Буганде. Название на суахили включает префикс «у-», применяемый для обозначения территорий, и основу «ганда» — название бантуского народа, одного из наиболее многочисленных народов страны, таким образом, означает: страна народа ганда.

## История
В 1894 году Великобритания провозгласила протекторат над королевством Буганда. В 1952 году был основан Угандийский национальный конгресс, целью которого была независимость Уганды. 1 марта 1962 года Великобритания предоставила Уганде самоуправление, а 9 октября 1962 года — полную независимость. Уганда была провозглашена унитарным государством, но при этом 4 королевства (Буганда, Буньоро, Торо, Анколе) и территория Бусога получили автономный статус.
Правительство Уганды возглавил Милтон Оботе, лидер партии Народный конгресс Уганды. В 1963 году он также занял посты министров обороны и иностранных дел. Король Буганды Мутеса II был назначен президентом Уганды.
Сразу после получения независимости в Уганде возникли проблемы: межэтнические столкновения, мятежи в армии, массовый отъезд европейцев. Оботе ввёл государственное планирование экономики, расширял государственный и кооперативный секторы.
В начале 1966 года Оботе отстранил от власти президента-короля Мутесу, арестовал нескольких министров и назначил себя президентом Уганды. 8 сентября 1967 года он провозгласил Уганду республикой, упразднил все королевства и власть племенных вождей. В экономическом секторе провёл национализацию, а в сельском хозяйстве создал коллективные хозяйства. Для проведения этих реформ Оботе создал в 1968 году военизированную Национальную службу молодёжи.
В декабре 1969 года на конференции правящей партии НКУ была оглашена «Хартия простого человека» — программа строительства коммунизма в Уганде. В августе 1970 года официально решением партии Народный конгресс Уганды, был установлен однопартийный режим.
25 января 1971 года, когда Оботе находился в зарубежной поездке, армия Уганды совершила переворот. Военные распустили парламент, разогнали местные советы в районах страны. Главой государства стал 45-летний генерал-майор Иди Амин Дада из племени каква, профессиональный военный, с 1946 года служивший в колониальных войсках британской армии и участвовавший в подавлении восстания Мау-Мау в Кении.
В августе 1972 года Амин объявил курс на угандизацию. Сначала была реквизирована собственность выходцев из Азии, а затем собственность европейцев. Жившие в Уганде лица индийского и пакистанского происхождения, не имевшие местного гражданства (60 тыс. человек), были изгнаны из Уганды.
Амин произвёл переориентацию внешней политики Уганды. В 1972 году Иди Амин разорвал дипломатические отношения с Израилем. Амин начал дружить с арабскими государствами, а также с СССР, от которых стал получать значительную финансовую помощь. В 1973 году Амин демонстративно отправил группу угандийских офицеров участвовать в очередной войне Египта и Сирии против Израиля. В 1976 году Амин разорвал дипломатические отношения с Великобританией.
В 1972 году начались вооружённые столкновения на угандийско-танзанийской границе. Амин выдвинул территориальные претензии к Танзании и Кении.
В это же время, в 1972—1975 годах была втрое увеличена численность армии, было закуплено большое количество оружия у СССР. Из-за возросших государственных расходов Амин заморозил заработную плату в государственном секторе, урезал финансирование социальных программ и медицины. Недовольство населения становилось массовым. Амин развернул широкие репрессии. Среди физически уничтоженных были армейские офицеры и даже министры.
В 1975 году Амин присвоил себе звание фельдмаршала, а в 1976 году объявил себя пожизненным президентом.
В октябре 1978 году войска Амина вторглись в Танзанию. Однако танзанийская армия, вооружённая китайским оружием, изгнала захватчиков и перенесла боевые действия на территорию Уганды. В марте 1979 года оппозиционные Амину группировки создали Фронт национального освобождения Уганды. Вооружённые отряды Фронта стали действовать совместно с танзанийской армией. Войска Амина были разбиты, в апреле 1979 года танзанийские войска заняли столицу Уганды, а Фронт создал временное правительство.
В Уганде развернулась борьба за власть, за год сменились два президента Ю. Луле и Г. Бинайса. В мае 1980 года власть взяла военная хунта Фронта. Она разрешила деятельность в стране партий, профсоюзов, общественных организаций.
В декабре 1980 года прошли выборы в парламент. Победу одержала партия Оботе, и он вновь стал президентом Уганды. Вскоре в Уганде обострились межэтнические противоречия, начались антиправительственные выступления, организованные различными группировками. Так называемая Народная армия сопротивления во главе с Йовери Мусевени развернула партизанскую войну на западе страны.
В июле 1985 года был совершён военный переворот, к власти пришла военная хунта во главе с генералом Базилио Олара-Окелло. Был распущен парламент, действие конституции было приостановлено.
В январе 1986 военную хунту свергла Народная армия сопротивления. Мусевени объявил себя президентом страны.
- 1986 — Движение Святого Духа Элис Лаквены.
- 1987 — разгром Движения Святого Духа. Образование Господней армии сопротивления.
- конец 1980-х — начало гражданской войны.
- 1998 — бомбёжки суданской авиации в связи с вовлечённостью Уганды во Вторую конголезскую войну.
- 2002 — мир с Суданом.
- 14 ноября 2004 г. сообщалось, что президент объявил перемирие с повстанцами на неделю, которое должно было начаться на следующий день.
- В августе 2005 года парламент проголосовал за изменение конституции, чтобы снять ограничения на количество президентских сроков, что позволило Мусевени баллотироваться на третий срок. На референдуме в июле 2005 года 92,5 % поддержали восстановление многопартийной политики, тем самым отказавшись от беспартийной. В октябре 2005 года из ссылки вернулся главный политический соперник Мусевени Кизза Бесидже. В том же месяце другой соперник Мусевени, Милтон Оботе, скончался в Южной Африке.
- Выборы в феврале 2006 года, первые многопартийные выборы за 25 лет, сделали Мусевени президентом.
- февраль 2006 — уличные столкновения оппозиции (сторонники полковника Киззы Бесидже из Форума за демократические перемены) с силами правопорядка. Президент Мусевени обвинил оппозицию в связях с террористическими группами.
- 18 февраля 2011 — состоялись очередные выборы президента и парламента. Как и ожидалось, Йовери Мусевени снова получил большинство голосов избирателей (68 %)[11].
- На выборах в 2016 году президент Мусевени с результатом 60,62 % вновь был переизбран.
- В 2021 году президентские и парламентские выборы в Уганде состоялись 14 января. Действующий глава государства Йовери Мусевени был переизбран на шестой срок. 12 мая он принёс присягу и вступил в должность. 8 июня президент представил в парламент список членов нового кабинета министров[12].

## География и природные условия

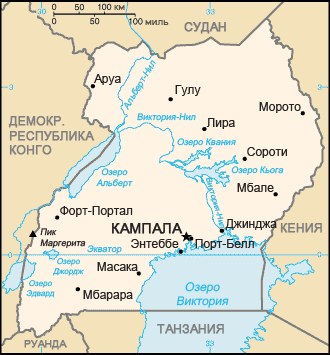
Карта Уганды

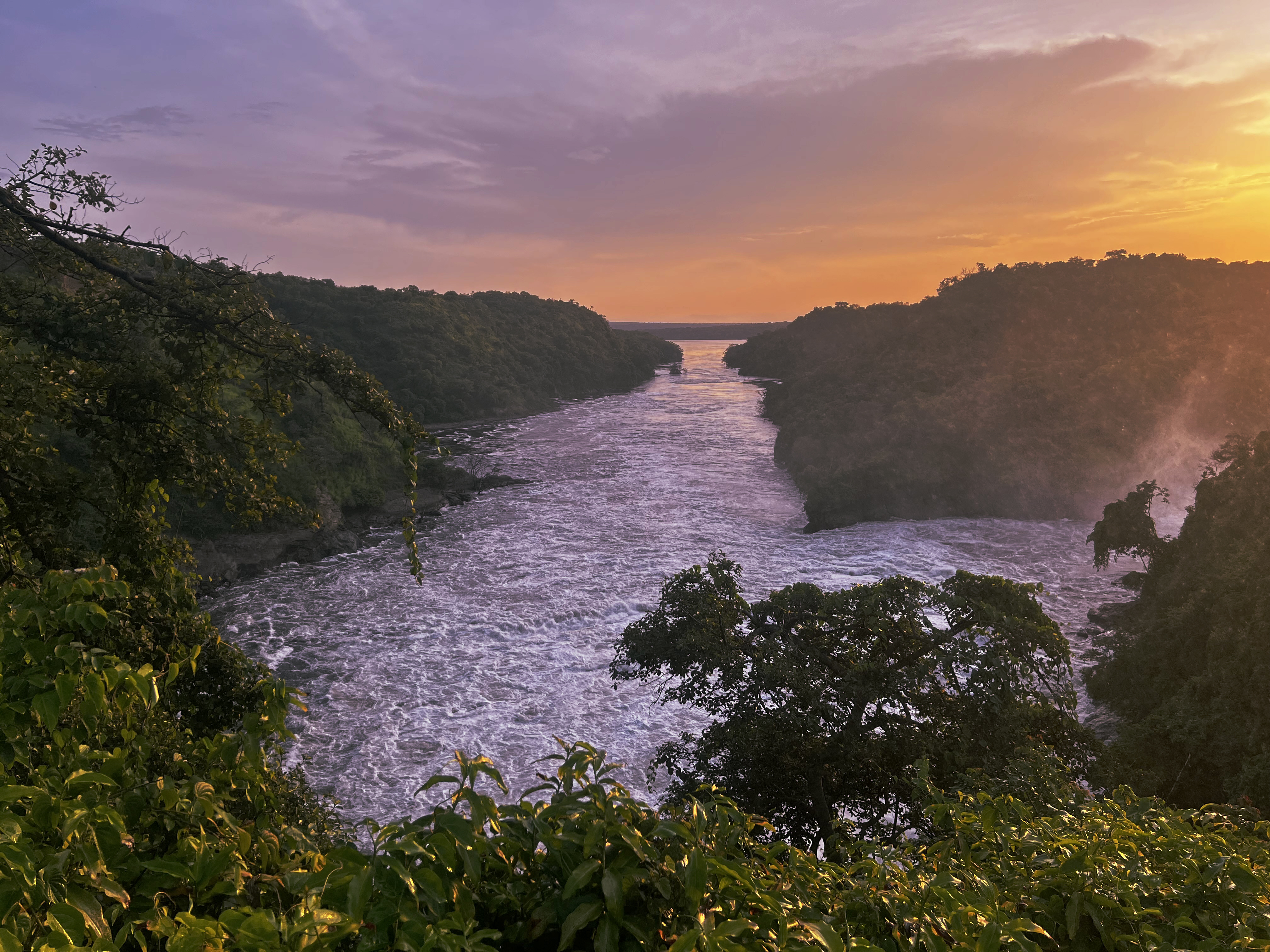
Вид на Нил с водопада Кабарега

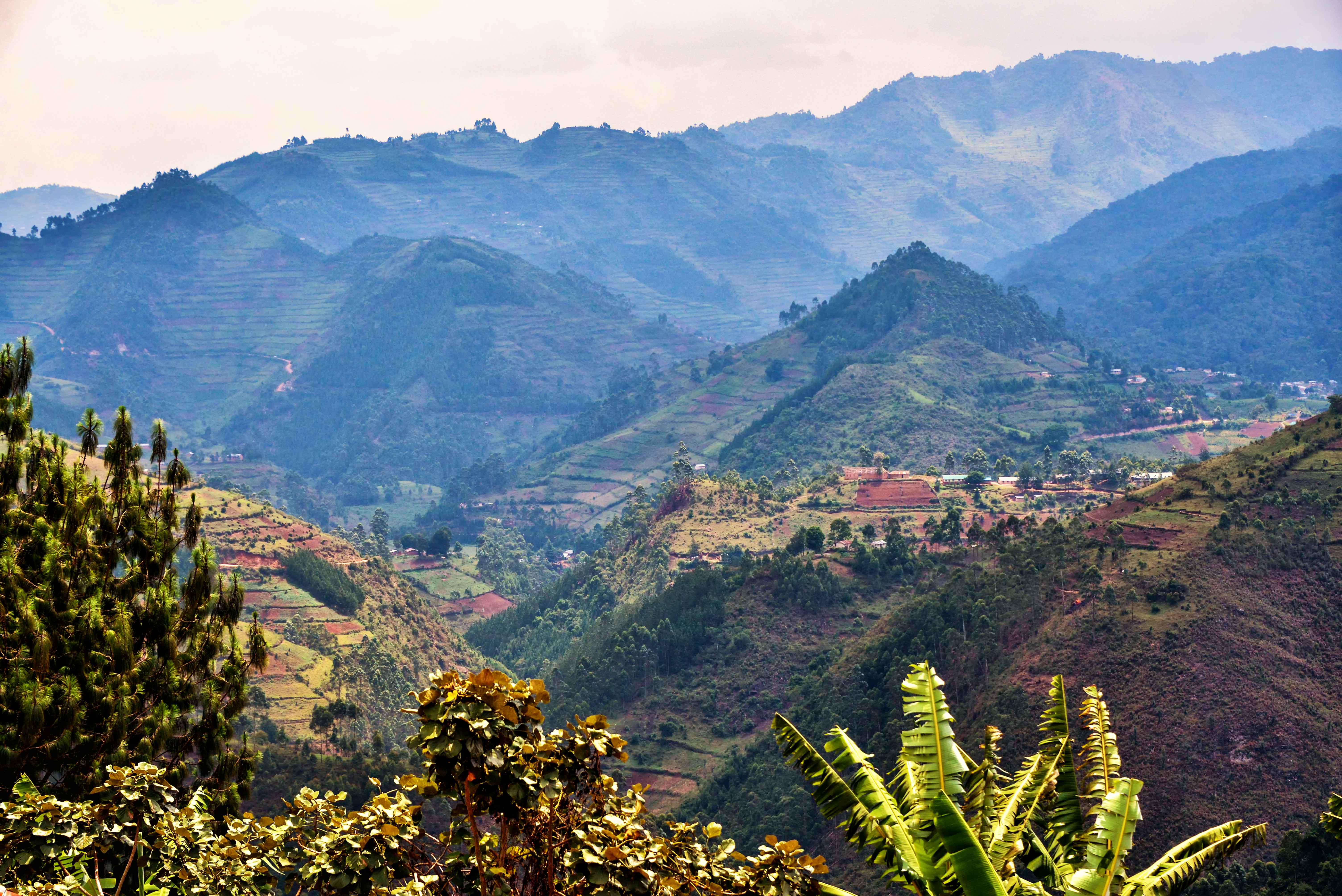
Возвышенности Уганды

Уганда расположена на северо-западе Восточно-Африканского плоскогорья, в области Великих Африканских озёр, в основном в зоне саванн и редколесий субэкваториального пояса.
Поверхность Уганды — плоскогорье высотой 1000—1500 м, с отдельными горными вершинами (массив Рувензори, высота до 5109 м). Плоскогорье расчленено долинами, зачастую заболоченными.
Климат субэкваториальный, летом влажный, смягчённый значительной высотой над уровнем моря. Средние температуры самого холодного месяца 20 °С, самого тёплого 25 °С.
В растительности преобладают высокотравные саванны, сохранились небольшие массивы тропических лесов.
Животный мир богат, в Уганде водятся слоны, бегемоты, буйволы, антилопы, жирафы, львы, леопарды, обезьяны. Много птиц и пресмыкающихся (крокодилы, змеи), а также насекомых (муха цеце, малярийный комар и др.). В реках и озёрах много рыбы.
Ранее в Уганде водилось достаточно много носорогов, но в результате 20-летней гражданской войны их не осталось. Последний носорог в дикой природе был замечен в 1983 году. В 2001 году из Кении были привезены 2 носорога в зоопарк города Энтеббе. Для разведения носорогов был специально создан питомник Накасонгола, которому были подарены 4 носорога. В 2009 году у одной из самок в питомнике родился детёныш, он стал первым носорогом, родившимся в Уганде за последние 20 лет.

## Государственное устройство
Уганда — авторитарная[уточнить] президентская республика, где вся власть сосредоточена в руках президента. Им с января 1986 года является генерал-лейтенант Йовери Кагута Мусевени. Президентские выборы проводятся каждые 5 лет, количество сроков президентства не ограничено, согласно поправкам к Конституции 2005 года.
Однопалатный парламент: 332 депутата. 215 избираются всеобщим голосованием на 5-летний срок, 104 назначаются от различных групп (79 женщин, 10 военных, 5 инвалидов, 5 из молодёжи, 5 от профсоюзов), 13 депутатов назначаются по государственной должности.
Политические партии разрешены с 2005 года. Крупнейшая партия в парламенте (205 депутатов): Национальное движение сопротивления (глава Й. Мусевени).
В стране действуют повстанческие группировки, крупнейшая: Господня армия сопротивления.
Согласно Economist Intelligence Unit страна в 2018 году была классифицирована по индексу демократии как гибридный режим.

## Вооружённые силы
Вооружённые силы страны: народные силы обороны Уганды. Общая численность 40-45 тыс. человек, включая сухопутные войска и военно-воздушные силы. Всеобщая воинская повинность отсутствует, вооружённые силы комплектуются на контрактной основе.
18 мая 2023 года Россия и Уганда подписали совместное заявление о неразмещении первыми оружия в космосе.

## Административно-территориальное деление

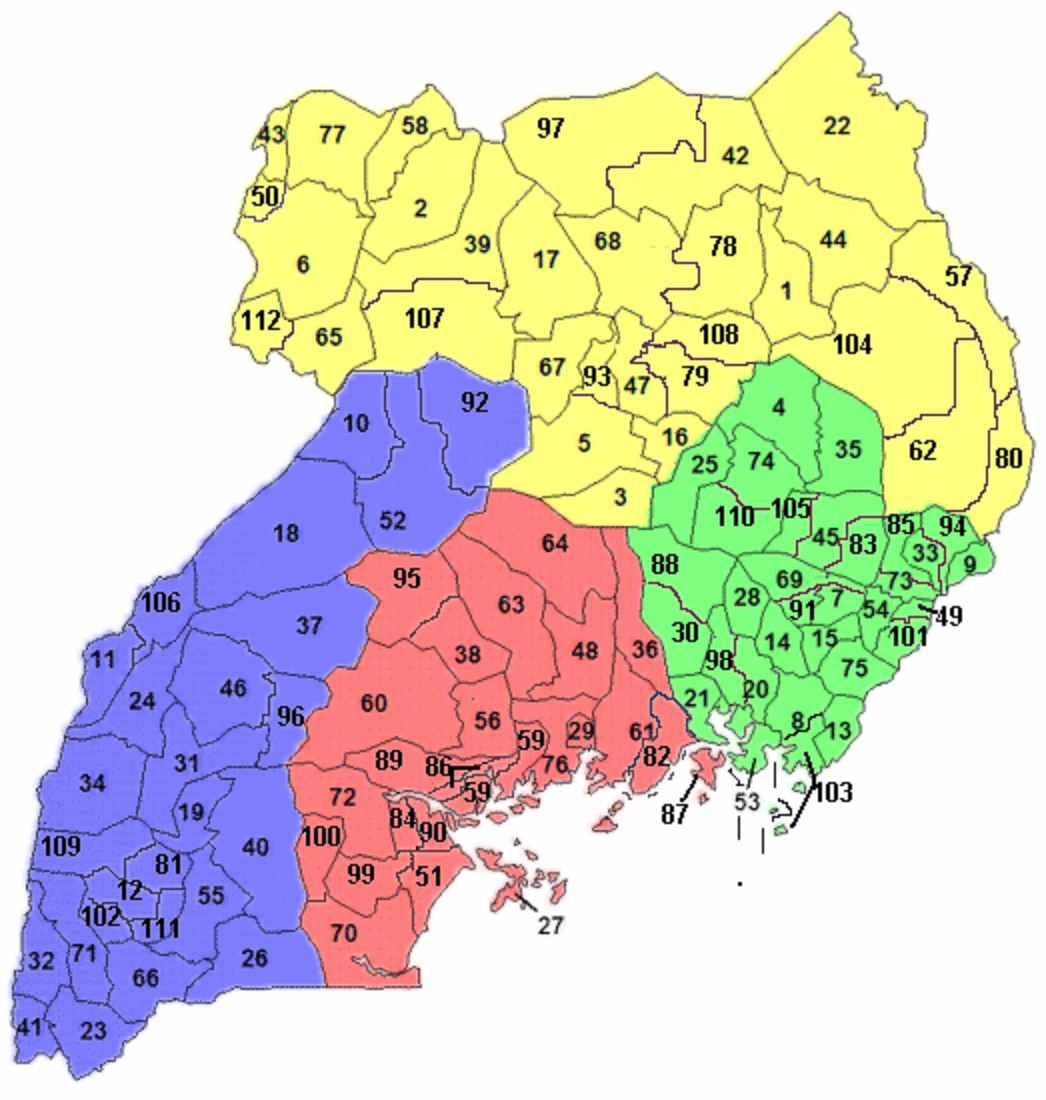
Округа Уганды

Уганда разделена на 4 области, включающие 111 округов и 1 столичный округ Кампала.
| Область     | Адм. центр | Площадь, км² | Население, (2024) чел. | Плотность, чел./км² |
| ----------- | ---------- | ------------ | ---------------------- | ------------------- |
| Центральная | Кампала    | 61 403,2     | 12 969 646             | 211,22              |
| Восточная   | Джинджа    | 39 478,8     | 11 403 222             | 288,84              |
| Северная    | Гулу       | 85 391,7     | 9 955 990              | 116,59              |
| Западная    | Мбарара    | 55 276,6     | 11 576 559             | 209,42              |
| Всего       |            | 241 550,7    | 45 905 417             | 190,04              |

Кроме того, по конституции Уганды 1995 года признаётся автономный статус традиционных королевств Буганда, Торо, Буньоро, Бусога и Рвензуруру, которыми управляют местные наследственные правители. Они представляют собой параллельную административную систему, распространяющуюся на южные и центральные территории Уганды, населённые народами банту. Королевства имеют права культурных автономий.

## Население

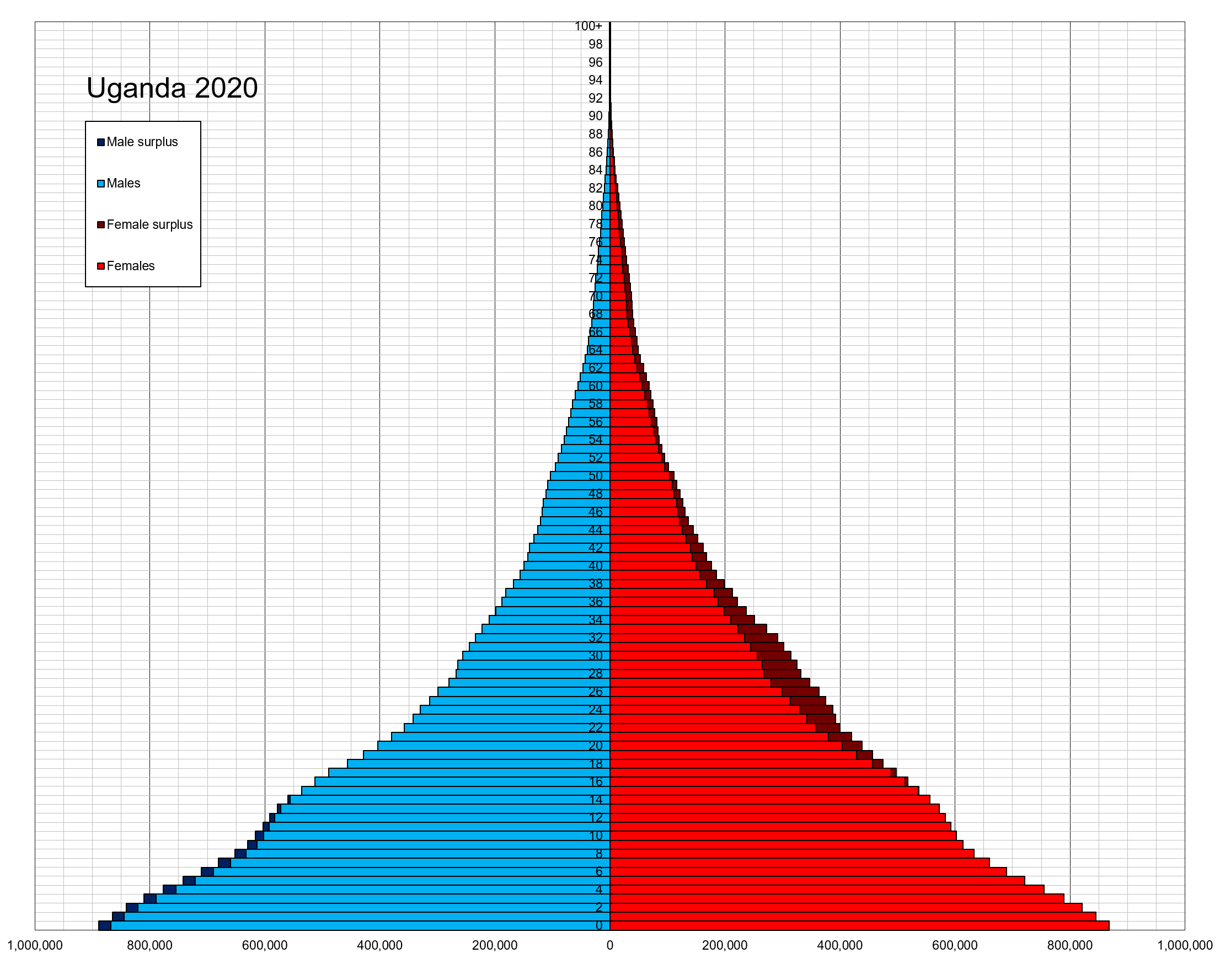
Возрастно-половая пирамида населения Уганды на 2020 год

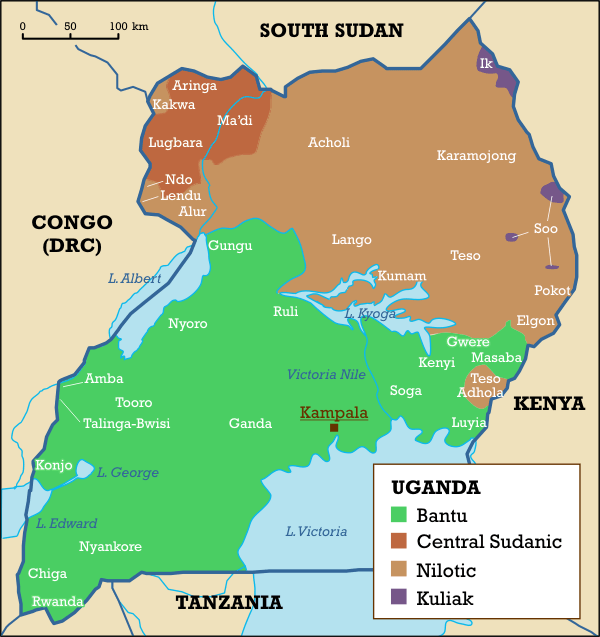
Языки Уганды

Численность населения 45 905 417 (перепись 2024 года). Население в 1931 году 3 557 534 жителя, в том числе европейцев 2 001 человек Государственные языки: английский и суахили. Из африканских языков наиболее распространён луганда (племени ганда, используется как язык межнационального общения среди племён банту).
Годовой прирост 3,6 % (2-е место в мире). По среднему прогнозу, к 2100 году население страны составит 192,5 млн человек.
Рождаемость 48 на 1000 (фертильность 6,73 рождений на женщину (2-е место в мире), младенческая смертность 64 на 1000).
Смертность 12 на 1000.
Средняя продолжительность жизни 52 года у мужчин, 54 года у женщин (в 2010).
Средний возраст 14,8 лет (самая молодая страна).
Заражённость вирусом иммунодефицита (ВИЧ) 6,4 % (оценка на 2010 год).
Городское население 13 % (в 2008).
Этнический состав:
- народы банту — всего около 70 %:
  - ганда — 7 037 404 чел. (15,3 %);
  - нколе — 4 200 782 чел. (9,5 %);
  - сога — 3 703 535 чел. (8 %);
  - кига — 2 947 837 чел. (6,4 %);
  - гису — 2 096 149 чел. (4,5 %);
  - ньоро — 1 230 384 чел. (2,6 %);
  - конджо — 1 104 462 чел. (2,4 %);
  - торо — 1 005 433  чел. (2,1 %);
  - бафумбира (близкие ньяруанда) — 949 860 чел. (2 %);
  - гвере — 876 412 чел. (1,9 %);
  - ньули — 633 390  чел. (1,3 %);
  - ньяруанда — 629 672 чел. (1,3 %);

и другие.
- нилотские народы: (проживают на севере страны) — всего около 30 %:
  - тесо — 3 146 079 чел. — 6,8 % (восточносуданская группа);
  - ланго — 2 703 277 чел. — 5,8 % (восточносуданская группа);
  - ачоли — 1 941 913 чел. — 4,2 % (восточносуданская группа);
  - лугбара — 1 218 121 чел. — 2,6 % (центральносуданская группа);
  - алур — 1 152 858 чел. — 2,5 % (восточносуданская группа);
  - адола — 569 718 чел. — 1,2%;

(восточносуданская группа);
- - мади — 385 629 чел. — 0,8 %;

(центральносуданская группа);
- - карамоджонг — 258 307 чел. — 1,0 % (восточносуданская группа);

и другие.

## Религия
В конституции нет положения о государственной религии. Поскольку с колониальных времён британские чиновники благоволили протестантам, последние до сих пор сохраняют привилегированный статус, за ними следуют католики и мусульмане. Более половины угандийцев исповедуют христианство. Мусульмане обладают меньшим политическим влиянием. Большинство угандийцев с уважением относится к местным традиционным верованиям, независимо от того, считают ли они себя мусульманами или христианами.
По переписи 2024 г.: протестанты — 45,3 % (англикане — 29 %, пятидесятники из Ассамблеи Бога и Церкви Бога — 14,3 %, адвентисты — 2 %), католики — 36,2 %, православные — 0,1 %, свидетели Иеговы — 0,1 %, мусульмане — 13,2 %, традиционные верования — 0,1%, атеисты — 0,2 %, другие верования — 1,5 %, не классифицировано — 3,3 %.

### Межрелигиозные отношения
В 1963 году в Уганде был основан Объединённый христианский совет Уганды, который является членом Всемирного совета церквей и Содружества христианских советов и церквей Великих озёр и Африканского Рога. Его возглавили архиепископ Джозеф Киванука, Митрополит Феодор Нанкьяма и архиепископ Лесли Браун. В число членов совета входят Англиканская церковь Уганды, Римско-католическая церковь в Уганде и Восточная православная церковь в Уганде. В 2001 году был основан Межрелигиозный совет Уганды.

## Экономика
Природные ресурсы: медь, кобальт, ниобий, золото, вольфрам, гидроэнергия, плодородные земли.
ВВП на душу населения в 2009 году $1,3 тыс. (204-е место в мире). Ниже уровня бедности живёт около трети населения.
Основной сектор экономики: сельское хозяйство (82 % работающих, 22 % ВВП), главный экспортный продукт: кофе. Также культивируются чай, хлопок, табак, сахарный тростник, кассава (тапиока), картофель, кукуруза, просо, цветы. Ведётся рыболовство. Животноводство развито слабо.
Промышленность: (5 % работающих, 25 % ВВП) сахарная, пивоваренная, табачная, текстильная.
Внешняя торговля
Экспорт: $2,9 млрд в 2017 году: кофе, рыба, чай, хлопок, цветы, золото.
Основные покупатели: Кения (17,7 %), ОАЭ (16,7 %), Демократическая республика Конго (6,6 %), Руанда (6,1 %), Италия (4,8 %).
Импорт: $4,6 млрд в 2017 году: промышленные товары, транспортные средства, нефтепродукты, медикаменты, зерновые.
Основные поставщики: Китай (17,4 %), Индия (13,4 %), ОАЭ (12,2 %), Кения (7,9 %), Япония (6,4 %).
Входит в международную организацию стран АКТ.

## Образование
Первые школы в Уганде создавались миссионерами, которые использовали образовательную систему, принятую в Великобритании. В настоящее время школы находятся в ведении государства и частных лиц. Желающих учиться гораздо больше, чем количество школьных мест. Свыше половины выпускников начальных школ не переходят в средние школы, а свыше трети окончивших среднюю школу не имеет возможности продолжить образование. В 1994 г. показатель грамотности взрослого населения составил 62 %.
Университет Макерере — крупнейшее и самое престижное образовательное учреждение Уганды. При финансовой поддержке Саудовской Аравии с 1988 г. в Мбале действует Исламский университет. Постепенно исчезает преимущество, которым при поступлении в учебные заведения пользовались лица мужского пола. В 1991 г. они составляли 55 % учащихся начальных школ, 62 % — средних и 76 % — высших учебных заведений.
По переписи 2024 г. читать и писать умеют 76,6 % мужчин и 71,6 % женщин.

## Культура

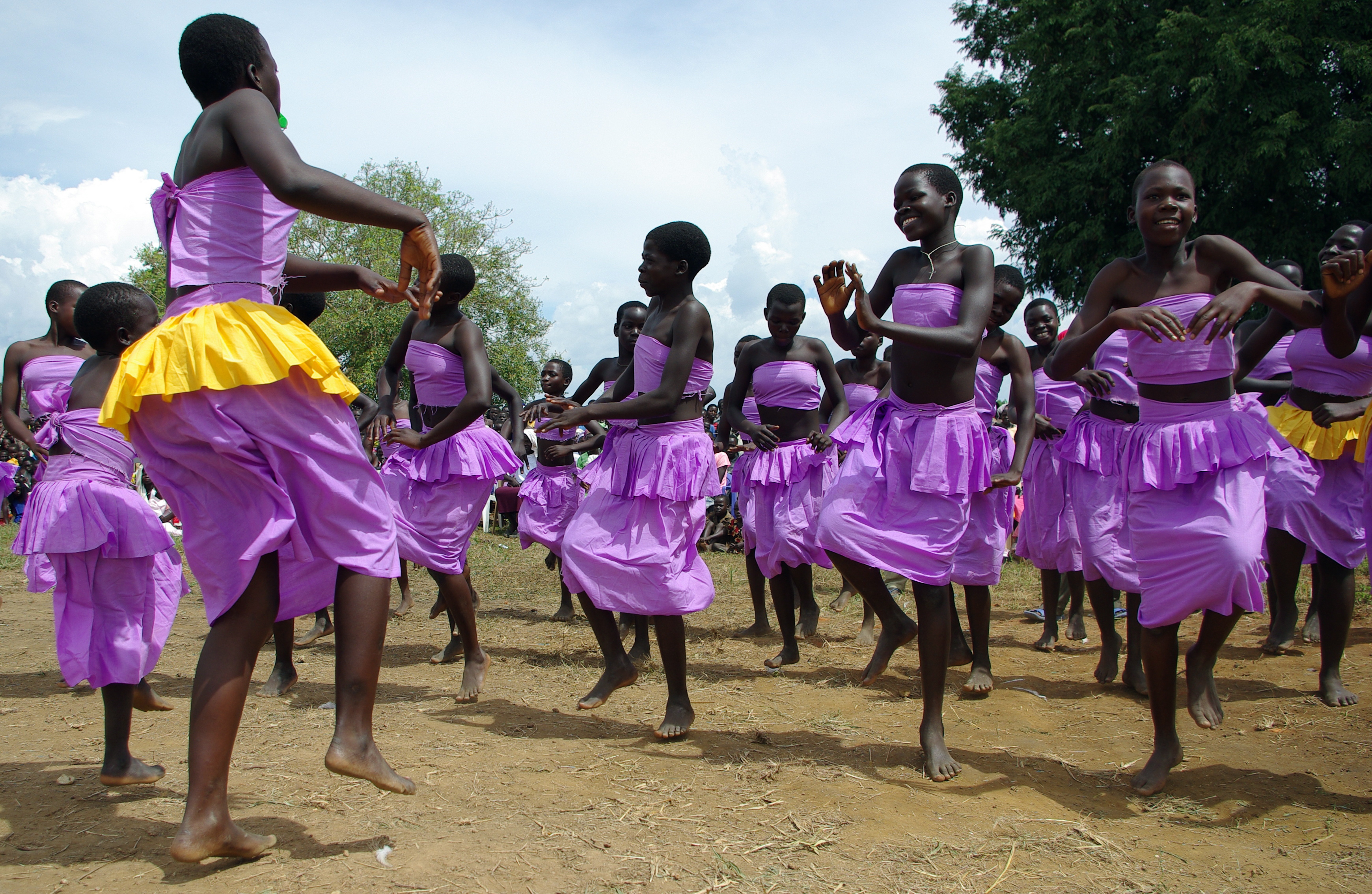
Празднования после окончания конфликта на севере Уганды

Культура Уганды богата и разнообразна, объединяя уникальные обычаи множества этнических групп страны. В Уганде процветают народная музыка, танцы, традиционная кухня, национальные костюмы и архитектурные стили, отражающие многовековое наследие и историю. Обряды и ритуалы также большой пласт культуры в Африке. К примеру, в северном регионе Ланго существует уникальный ритуал, известный как «очищение детей», цель которого — вернуть мальчикам утраченную зрелость. В западной Уганде жива уникальная традиция наречения имён под названием Эмпаако, которая практикуется среди общин Баторо, Баньоро, Батуку, Баньябинди и Батагвенда. Употребление этого имени смягчает гнев и служит залогом мира и согласия. В восточной Уганде, народ Гису и пастухи Карамоджи проводят церемонию обрезания, известную как Имбалу, через которую проходят юноши от 16 до 22 лет. Этот значимый обряд сопровождается танцами и пирами, чествует основателя народа Мугису, который по преданию вышел из пещеры на горе Элгон.
В Кампале с 1908 года действует Музей Уганды.

## СМИ
Государственная телерадиокомпания UBC (Uganda Broadcasting Corporation — Угандская радиовещательная корпорация), включает в себя телеканалы UBC TV, UBC Star TV, UBC Magic TV, радиостанции UBC West, UBC West Nile, UBC Radio, UBC Star FM, UBC Magic 100 FM, UBC Butebo Radio и др. В Уганде работает агентство новостей Uganda Radio Network.

## Спорт
Спорт в Уганде играет важную роль в социальной и культурной жизни. В Уганде преобладают летние виды спорта, а футбол является самым популярным и массовым видом спорта. Физическая культура является обязательной дисциплиной в школах и колледжах по всей стране. Развитием спортивной сферы занимается Национальный спортивный совет, который работает во взаимодействии с Министерством образования и спорта Уганды.
Уганда активно участвует в международных спортивных соревнованиях, начиная с 1956 года, когда страна дебютировала на Олимпийских играх в Мельбурне. Первую олимпийскую медаль принесла Уганде победа легкоатлета Джона Акии-Буа на Олимпиаде 1972 года в беге на 400 метров с барьерами. Всего за время выступлений на Олимпиадах угандийцы завоевали 7 медалей, в основном в боксе и лёгкой атлетике.
Ключевую роль в развитии спорта в Уганде играет Национальный спортивный совет, основанный в 1964 году. По состоянию на 2025 год он координирует деятельность 51 спортивной федерации.

## Экология
Исследования выявили присутствие тяжелых металлов, включая свинец, ртуть, кадмий, медь, хром и никель, в различных компонентах пищевой системы Уганды, таких как рыба, овощи, сельскохозяйственные культуры и говядина. Потребление контаминированных (загрязненных) продуктов питания и воды связано со значительными рисками для здоровья населения, включая онкологические заболевания, повреждение почек, а также нарушения неврологического развития. В некоторых проанализированных культурах содержание металлов превышало уровни безопасности, рекомендованные Всемирной организацией здравоохранения (ВОЗ) и Продовольственной и сельскохозяйственной организацией Объединенных Наций (ФАО). Установлено, что тяжелые металлы способны к биоаккумуляции, то есть накоплению в живых организмах и передаче по пищевой цепи, что усугубляет риски для здоровья..

## В астрономии
В честь Уганды назван астероид (1279) Уганда, открытый 15 июня 1933 года южноафриканским астрономом Сирилом Джексоном в обсерватории Йоханнесбурга